# Lujuria

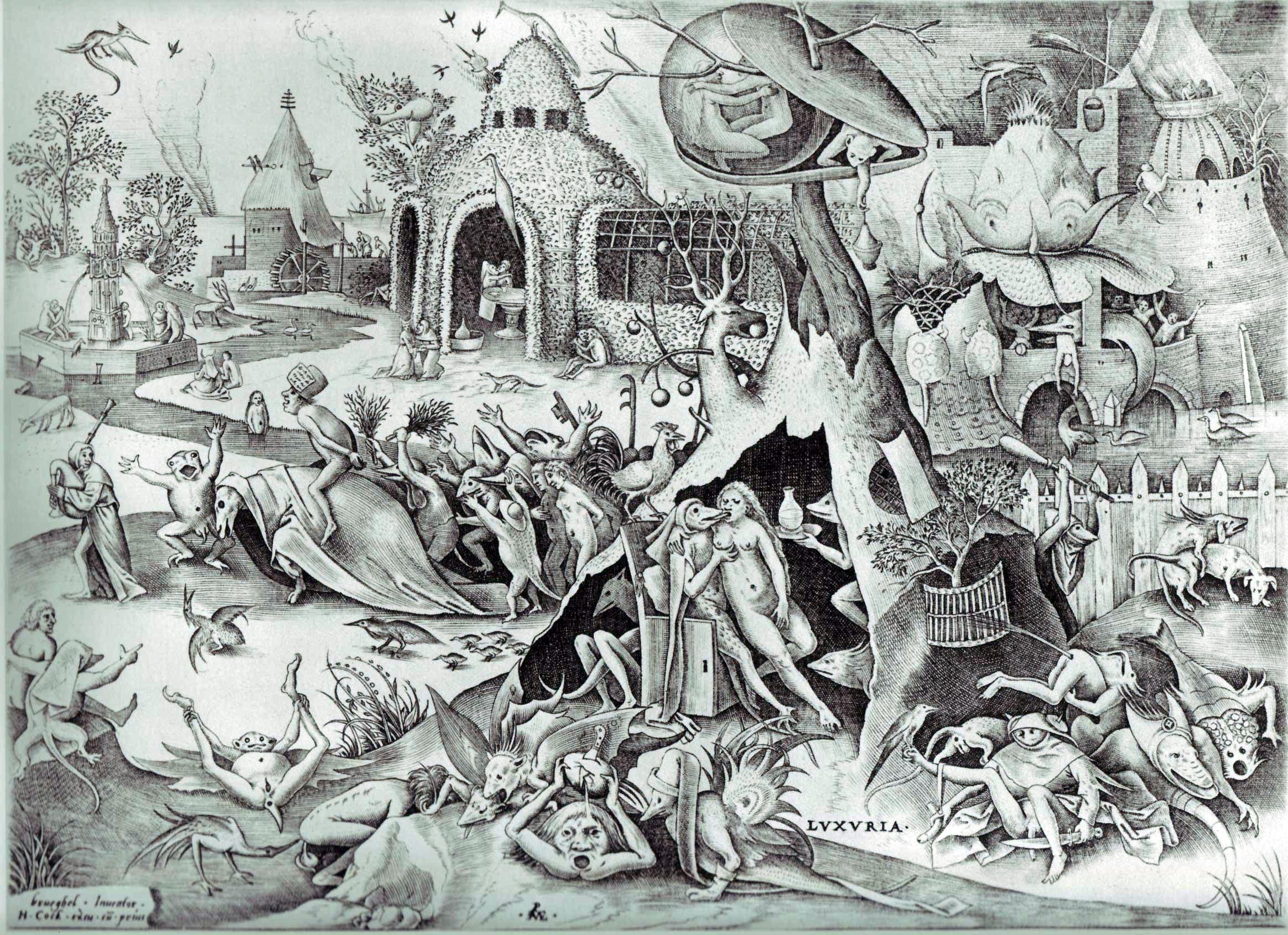
La lujuria, representada por Pieter Brueghel.

La lujuria (del latín luxuria «exceso, vida extravagante, profusión; exquisitez», de luxus «abundancia», «exuberancia», «exceso, extravagancia; magnificencia», probablemente un uso figurado del adjetivo luxus, «dislocado», que está relacionado con luctari «luchar, esforzarse»), en el marco de la moral sexual, es el deseo sexual desordenado e incontrolado. La Real Academia la define como un deseo excesivo del placer sexual,un deseo o apetito sexual intenso, o lascivia.
Existe un sentido no sexual de la lujuria, que se refiere a un deseo apasionado de algo,o un «exceso o demasía en algunas cosas». La lascivia, asimilable a lujuria, es el apetito o deseo excesivo de placeres sexuales,[cita requerida] o en términos de la Real Academia, una «propensión a los deleites carnales»,un comportamiento sexual desenfrenado o una inclinación habitual a dicho comportamiento.

## Concepto psicológico y social
La lujuria, en contraposición con las conductas sexuales consideradas normales o aceptadas socialmente, es la exacerbación, desorden o falta de control de los deseos sexuales que se manifiesta en lo que podría calificarse como conducta sexual patológica. Cabe distinguir la lujuria de la hipersexualidad, la cual es el aumento repentino o la frecuencia extrema en la libido o en la actividad sexual. Aunque la hipersexualidad puede presentarse debido a algunos problemas médicos, al consumo de algunos medicamentos y a la ingesta de drogas, en la mayoría de los casos la causa es desconocida. Trastornos de la salud tales como el trastorno bipolar pueden dar lugar a la hipersexualidad, y el consumo de alcohol y de algunas sustancias adictivas puede afectar el comportamiento sexual en algunas personas. Se han usado varios modelos teóricos para explicar o para tratar la hipersexualidad. El más común, en particular en los medios de comunicación, es el enfoque que presenta a la hipersexualidad como una adicción, pero los sexólogos no han llegado a un consenso. Hay explicaciones alternativas como, por ejemplo, la de un comportamiento obsesivo  y la de un comportamiento compulsivo.
La consideración legal, ética y moral de los comportamientos considerados lujuriosos tiene características personales y sociales. Así, hay que distinguir el comportamiento sexual humano que puede considerarse delito, según la legislación de distintos países (la violación, la pedofilia, el incesto, el adulterio, la prostitución o la pornografía infantil), de aquellos comportamientos sexuales individuales o colectivos que pueden practicarse legalmente y pueden ser considerados inadecuados o lujuriosos por otros individuos.
En general, los comportamientos lujuriosos tienen la exacerbación y el descontrol sexual como característica fundamental que puede manifestarse en cualquier comportamiento sexual. Esto tiene su explicación en el hecho de que casi todo comportamiento que involucre estimulación sexual, dependiendo de su intensidad, genera un goce cuya magnitud difícilmente puede compararse con el goce generado por otras actividades, por lo que, bajo el supuesto de que se comprenda el funcionamiento del mecanismo que origina dicho goce, surge naturalmente (lo cual a su vez depende del grado de egoísmo del sujeto que experimenta el goce) el deseo de experimentar un goce igual, o a ser posible superior, mediante la repetición, constante o no, de dicho estímulo, siendo en consecuencia la codicia por dicho goce lo que impulsa o puede impulsar a abandonar la responsabilidad de controlarse en el ejercicio de la actividad sexual, en pos de prolongar el goce experimentado.[cita requerida]

### Lujuria y revolución sexual
La revolución sexual desarrollada durante la segunda mitad del siglo XX en numerosos países del mundo occidental desafió los códigos tradicionales relacionados con la concepción de la moral sexual, el comportamiento sexual humano y las relaciones sexuales. Los comportamientos sexuales anteriormente considerados condenables no solamente por las religiones sino también socialmente, comenzaron a considerarse aceptados siempre y cuando se produzcan con el consentimiento de los participantes y que se cumpla la edad de consentimiento sexual. Desde este punto de vista, la lujuria deja de ser considerada un desorden sexual si no incumple ninguna de los límites anteriormente indicados.[cita requerida]
La revolución sexual supuso la igualdad entre los sexos y la generalización en el uso de métodos anticonceptivos, que supuso una separación clara de reproducción y sexualidad. Muchos de los cambios revolucionarios en las normas sexuales de este período se han convertido, con el paso de los años, en normas aceptadas, legítimas y legales en el comportamiento sexual. La liberación sexual supuso la reivindicación y recuperación plena del cuerpo humano y su desnudez, de la sexualidad como parte integral de la condición humana individual y social, y cuestionó el papel tradicional otorgado a la mujer y, por tanto, también al del hombre y al matrimonio. La revolución sexual ha propiciado la generalización de todo tipo de relaciones sexuales y la aceptación general de las relaciones sexuales prematrimoniales, el reconocimiento y normalización de la homosexualidad y otras formas de sexualidad. Asimismo, se ha producido un aumento de las parejas de hecho –uniones sin matrimonio–, el retraso en la edad de contraer matrimonio, el reconocimiento igualitario de hijos fuera del matrimonio, de las uniones civiles y del matrimonio entre personas del mismo sexo, así como la aparición de nuevos tipos de familias (familias monoparentales y familias homoparentales).

## Concepto religioso

### Conceptos paganos
Un Íncubo es un demonio, en la creencia y mitología popular europea de la Edad Media que se supone se posa encima de la víctima femenina durmiente, para tener relaciones sexuales con quien duerme, de acuerdo con una amplia cantidad de tradiciones mitológicas y legendarias. Su contraparte femenina se llama súcubo. Un íncubo puede buscar tener relaciones sexuales con una mujer para convertirse en el padre de un niño, como en la leyenda de Merlín. Algunas fuentes indican que puede ser identificado por su antinatural frío pene. La tradición religiosa sostiene que tener relaciones sexuales con un íncubo o súcubo puede provocar un deterioro en la salud, o incluso hasta la muerte. Las víctimas viven la experiencia como un sueño sin poder despertar de este.
En general, la moral sexual religiosa es muy restrictiva en el comportamiento sexual humano considerado aceptable. Así califica muchas prácticas y comportamientos sexuales como desordenados y lujuriosos. Sin embargo, muchas religiones tenían y tienen deidades de la lujuria -a veces del amor y la belleza-, sin que fueran moralmente reprobables.[cita requerida]
Los siguientes son diosas y dioses del sexo, el amor y la lujuria de distintas culturas, mitologías y religiones:
| Afrodita    |  | Mitología griega, diosa del amor, la lujuria, la belleza y la reproducción. |
| Anuket      |  | Mitología egipcia, diosa del Nilo, diosa de la lujuria. |
| Cupido      |  | Mitología romana, dios del deseo amoroso, también llamado Amor, hijo de Venus y Marte. Equivalente al griego Eros. |
| Dioniso     |  | Mitología griega, dios del vino, inspirador de la locura ritual y el éxtasis. |
| Eros        |  | Dios primordial de la mitología griega, responsable de la atracción sexual, el amor y el coito, venerado también como un dios de la fertilidad. |
| Freyja      |  | Mitología nórdica, diosa del amor, la belleza y fertilidad. La gente la invocaba para obtener felicidad en el amor, para asistir en los partos y para tener buenas estaciones. |
| Huitaca     |  | Mitología muisca, diosa de origen lunar, se oponía a las enseñanzas de Bochica y, a causa de su hermosura, predicaba la desobediencia, las borracheras y los placeres carnales. |
| Kāmadeva    |  | Dios hindú del amor. Su nombre, kāma, significa ‘deseo sexual’ (según algunos monjes hindúes: ‘lujuria’, más peyorativo) y deva: ‘dios’. El conocido libro Kama Sutra (‘aforismos de Kāma’ o ‘máximas sobre el amor’), de Vātsyāyana, está inspirado en este dios hindú.                                                  |
| Lilith      |  | Figura legendaria del folclore judío, de origen mesopotámico. Se la considera la primera esposa de Adán, anterior a Eva. Abandonó el Edén por propia iniciativa y se instaló junto al Mar Rojo, uniéndose allí con Asmodeo, que sería su amante, y con otros demonios. En otras versiones, es pareja de Samael o Lucifer. |
| Pan         |  | Semidiós de los pastores y rebaños en la mitología griega. Dios de la fertilidad y de la sexualidad masculina desenfrenada. |
| Tlazoltéotl |  | Mitología mexica, diosa de la tierra, el sexo y la inmoralidad. |
| Venus       |  | Mitología romana, diosa relacionada con el amor, la belleza y la fertilidad. |
| Kawillaka   |  | Mitología y religión preincaicas, una diosa de Huarochirí, ligada a la belleza y a la sexualidad. |

### La lujuria en la Torá (Antiguo Testamento)
En el libro del Levítico se condendan ciertas conductas sexuales consideradas como pecaminosas, tales como el incesto, la zoofilia y la homosexualidad:
Actos de inmoralidad prohibidos
Habló Dios a Moisés, diciendo:
Habla a los hijos de Israel, y diles: Yo soy Dios vuestro Dios.
No haréis como hacen en la tierra de Egipto, en la cual morasteis; ni haréis como hacen en la tierra de Canaán, a la cual yo os conduzco, ni andaréis en sus estatutos. Mis ordenanzas pondréis por obra, y mis estatutos guardaréis, andando en ellos. Yo Dios vuestro Dios. Por tanto, guardaréis mis estatutos y mis ordenanzas, los cuales haciendo el hombre, vivirá en ellos. Yo Dios.
Ningún varón se llegue a parienta próxima alguna, para descubrir su desnudez. Yo Dios. (Se condena el incesto)
La desnudez de tu padre, o la desnudez de tu madre, no descubrirás; tu madre es, no descubrirás su desnudez.
La desnudez de la mujer de tu padre no descubrirás; es la desnudez de tu padre.
La desnudez de tu hermana, hija de tu padre o hija de tu madre, nacida en casa o nacida fuera, su desnudez no descubrirás.
La desnudez de la hija de tu hijo, o de la hija de tu hija, su desnudez no descubrirás, porque es la desnudez tuya.
La desnudez de la hija de la mujer de tu padre, engendrada de tu padre, tu hermana es; su desnudez no descubrirás.
La desnudez de la hermana de tu padre no descubrirás; es parienta de tu padre.
La desnudez de la hermana de tu madre no descubrirás, porque parienta de tu madre es.
La desnudez del hermano de tu padre no descubrirás; no llegarás a su mujer; es mujer del hermano de tu padre.
La desnudez de tu nuera no descubrirás; mujer es de tu hijo, no descubrirás su desnudez.
La desnudez de la mujer de tu hermano no descubrirás; es la desnudez de tu hermano.
La desnudez de la mujer y de su hija no descubrirás; no tomarás la hija de su hijo, ni la hija de su hija, para descubrir su desnudez; son parientas, es maldad.
No tomarás mujer juntamente con su hermana, para hacerla su rival, descubriendo su desnudez delante de ella en su vida.
Y no llegarás a la mujer para descubrir su desnudez mientras esté en su impureza menstrual.
Además, no tendrás acto carnal con la mujer de tu prójimo, contaminándote con ella. (Se condena el adulterio)
Y no des hijo tuyo para ofrecerlo por fuego a Moloc; no contamines así el nombre de tu Dios. Yo Dios.
No te echarás con varón como con mujer; es abominación.(Se condena la homosexualidad masculina)
Ni con ningún animal tendrás ayuntamiento amancillándote con él, ni mujer alguna se pondrá delante de animal para ayuntarse con él; es perversión. (Se condena la zoofilia)
En ninguna de estas cosas os amancillaréis; pues en todas estas cosas se han corrompido las naciones que yo echo de delante de vosotros, y la tierra fue contaminada; y yo visité su maldad sobre ella, y la tierra vomitó sus moradores. Guardad, pues, vosotros mis estatutos y mis ordenanzas, y no hagáis ninguna de estas abominaciones, ni el natural ni el extranjero que mora entre vosotros (porque todas estas abominaciones hicieron los hombres de aquella tierra que fueron antes de vosotros, y la tierra fue contaminada); no sea que la tierra os vomite por haberla contaminado, como vomitó a la nación que la habitó antes de vosotros. Porque cualquiera que hiciere alguna de todas estas abominaciones, las personas que las hicieren serán cortadas de entre su pueblo. Guardad, pues, mi ordenanza, no haciendo las costumbres abominables que practicaron antes de vosotros, y no os contaminéis en ellas. Yo vuestro Dios. Lev. 18.
En Lev. 19,29 se condena la prostitución: »No degraden a su hija haciendo de ella una prostituta, para que tampoco se prostituya la tierra ni se llene de perversidad.

### La lujuria en la Iglesia católica
Para la Iglesia católica, la lujuria es un pecado capital.

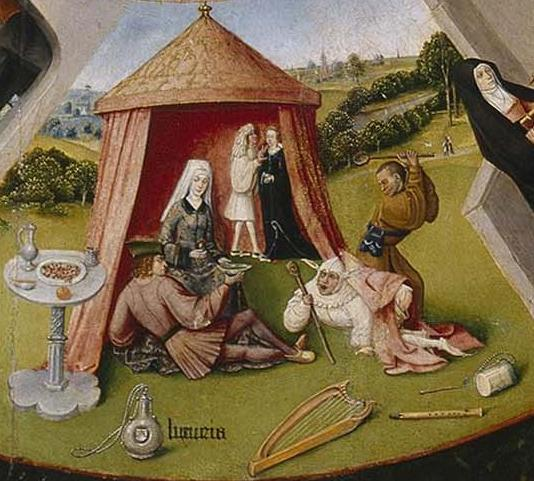
Detalle de Lujuria, Mesa de los pecados capitales por Hieronymus Bosch. En el campo está plantada una tienda de color rojo intenso, en la que dos parejas de enamorados celebran una comida campestre. A un lado, dos juglares o bufones. En primer plano, instrumentos musicales.

De acuerdo con la Iglesia católica, los humanos son seres sexuales, cuya identidad sexual se extiende más allá del cuerpo, involucrando también la mente y el alma. Los sexos están destinados por designio divino para que sean diferentes y complementarios, ambos con igual dignidad y hechos a la imagen y semejanza de Dios. Los actos sexuales" son sagrados dentro del contexto de la relación conyugal, que refleja un "don mutuo total y temporalmente ilimitado del hombre y de la mujer". Los pecados sexuales, por lo tanto, no violan solo el cuerpo, sino también todo el ser de la persona. En su libro de 1995 Cruzando el Umbral de la Esperanza, Juan Pablo II hizo una reflexión sobre este asunto:
"Al final, los jóvenes están siempre en busca de la belleza en el amor. Ellos quieren que su amor sea bello. Si ellos cayeran en la debilidad, siguiendo los modelos de comportamiento que pueden ser considerados exactamente como un "escándalo en el mundo contemporáneo" (y estos son, infelizmente, modelos ampliamente difundidos), en las profundidad de sus corazones ellos todavía pueden desear un amor lindo y puro. Esto es tan verdadero como para los muchachos como para muchachas. En última análisis, ellos saben que solo Dios puede darles ese amor. Como resultado, ellos están dispuestos a seguir a Cristo, si se preocupan por los sacrificios que esto puede tener."
En los Diez Mandamientos en el catolicismo, el sexto mandamiento enuncia: "No cometerás actos sexuales impuros". 
En el poema El Infierno de la Divina Comedia, se encuentran aquellos que han pecado de lujuria en el segundo círculo del Infierno . Dante condena a estos "malefactores carnales" por dejar que sus apetitos sobrepasaran su razón. Ellos son los primeros en ser verdaderamente castigados en el Infierno. Estas almas están condenadas a ser impelidas por un fuerte viento que las embiste contra suelo y paredes, las agita y las hace chocar entre ellas sin descanso, de la misma forma que en vida se dejaron llevar por los vientos de la pasión. 
En el poema El Purgatorio de la Divina Comedia, la séptima grada corresponde a la lujuria, la cual tiene una inmensa pared de llamas a través del cual todos deben pasar. Almas arrepintiéndose de su deseo sexual mal dirigido se ejecutan a través de las llamas gritando ejemplos de la lujuria (Sodoma y Gomorra y Pasífae) y de la castidad y la fidelidad marital. Como una oración, cantan el himno Sumas Deus Clementiae (Dios de la Suprema Clemencia) de la Liturgia de las Horas (Cantos XXV y XXVI).
La religión, además, sostiene que el deseo sexual no es malo de por sí. La lujuria –el mal uso del sexo– es una deformación de la legítima apetencia sexual humana, igual que el cáncer de hígado es una alteración del hígado, órgano que nada tiene de innoble.
La moral cristiana entiende a la lujuria como La lujuria es un deseo o un goce desordenados del placer venéreo. El placer sexual es moralmente desordenado cuando es buscado por sí mismo, separado de las finalidades de procreación y de unión. 
(Catecismo 2351) https://www.vatican.va/archive/catechism_sp/p3s2c2a6_sp.html
```
Confundir el 
deseo sexual
 con la lujuria sería como confundir un órgano con el tumor que lo está destruyendo. De la misma manera que un tumor destruye un órgano cuando sus propias células tienen un desarrollo ajeno a su función natural, puede decirse que la búsqueda del placer sexual fuera de sus leyes naturales produce una alteración en la función sexual natural del hombre. Para mantener el respeto y el honor en la 
relación de pareja
, debiera ejercer cada quien autocontrol y mitigar deseos.
[
23
]
```

En 1589, Peter Binsfeld, basándose libremente en fuentes anteriores, asoció a la Lujuria con el demonio Asmodeo.
La castidad es una de las Siete Virtudes que forman parte del catecismo, la cual sirve para que el cristiano sepa cómo afrontar la tentación de la lujuria.

### La lujuria en el islam
El islam, obliga el matrimonio, donde únicamente pueden darse las relaciones sexuales. A diferencia del cristianismo, no recomienda ni el monacato ni el celibato. Si las relaciones sexuales están prohibidas fuera del matrimonio, el islam condena las relaciones prematrimoniales, considerándolas en todo caso adulterio (zina); también condena la masturbación. También condena la satisfacción de las relaciones entre personas del mismo sexo (homosexualidad y lesbianismo). El único camino aceptable fuera del matrimonio es la abstinencia o castidad; así, la lujuria se inscribiría en todos los comportamientos condenados -toda relación sexual fuera del matrimonio.

### La lujuria en el hinduismo y budismo
La lujuria puede incluirse en varias de las aflicciones o males causantes del dolor, al menos en la yoidad y el apego.
En la filosofía hindú las aflicciones son las causas del dolor y miseria humanos. Se distinguen cinco:
- La ignorancia: es la ausencia de conocimiento y por lo tanto no es algo consistente, sino que es la falta de sabiduría.
- La yoidad: es la consecuencia de la ignorancia y es la identificación de uno mismo con sus objetos de experiencia y da lugar al sentimiento del ego individual.
- El apego: es una consecuencia de la yoidad. Algunas experiencias son agradables y esto provoca en la mente una impresión placentera que provoca deseo de volver a repetirla.
- La aversión: por el contrario, si las experiencias son desagradables, la mente también se impresiona y provoca un deseo de que eso no se vuelva a producir.
- El deseo de aferrarse a la vida: el apego y la aversión hacen que el individuo quiera seguir experimentando, y por lo tanto viviendo.[cita requerida]